# Затлерс, Валдис
Ва́лдис Лигонисович За́тлерс (латыш. Valdis Zatlers; род. 22 марта 1955, Рига) — президент Латвии (2007—2011). По профессии — врач-травматолог-ортопед. С 2011 по 2015 год — лидер Партии реформ.

## Образование
Учился в рижской школе № 50. Окончил Рижский медицинский институт (1979). В 1990—1991 годах прошёл шестимесячную стажировку в Йельском университете и университете Сиракьюс (США). Свободно владеет латышским (родной), английским и русским языками.

## Врач и политик
В 1979—1985 годах — врач-травматолог-ортопед рижской больницы № 2, в 1985—1994 годах был заведующим отделением травматологии, а с 1994 года — председателем правления больницы травматологии и ортопедии.
Одновременно в 2005 году преподавал в университете имени Страдыня. Основатель и президент Латвийской ассоциации артроскопии, вице-президент Латвийской ассоциации ортопедов. Участник деятельности Фонда развития ортопедии и травматологии. Награждён первым орденом Трёх звёзд ещё в период работы врачом (март 2007).
В 1986 году среди других военных медиков принимал участие в работах по ликвидации аварии на Чернобыльской АЭС.
В 1988—1989 годах был членом думы Народного фронта Латвии, затем от политической деятельности отошёл. В 1998 году подписал манифест Народной партии.
В конце 1980-х годов — один из инициаторов создания Латвийского общества врачей (латыш. Latvijas Ārstu biedrība).
Супруга (второй брак) — Лилита Затлере — старше его на два года. В семье трое детей.

## Скандалы и критика
В феврале 2003 года по заявлению министра здравоохранения Ариса Аудерса было возбуждено уголовное дело в связи с якобы имевшими место злоупотреблениями при закупках в больнице, руководимой Затлерсом, который был отстранён от должности на время расследования. По мнению латвийской прессы, отстранение Затлерса было связано с его конфликтом с Аудерсом, который, будучи директором Центра хирургии позвоночника при Больнице травматологии и ортопедии, занимался частной практикой и требовал деньги с пациентов за те операции, которые оплачивало государство. Уже в марте 2003 года Затлерс был восстановлен в должности; в результате расследования обвинения не подтвердились. Бывший министр Аудерс в 2006 году был осуждён за мошенничество в крупных размерах к денежному штрафу в размере 150 минимальных зарплат и конфискации имущества.
Перед выборами обвинялся российскими СМИ как в нетерпимости к русскому языку, так и в коммунистическом прошлом.

## Избрание на пост президента
22 мая 2007 года правительственная коалиция (Народная партия, Латвийская первая партия, Союз зелёных и крестьян и объединение ТБ/ДННЛ) приняла решение выдвинуть кандидатуру Валдиса Затлерса на пост президента Латвии на выборах 31 мая 2007 года — по латвийской Конституции президент избирается депутатами парламента. При этом учитывался его высокий профессиональный и общественный авторитет, а также непринадлежность ни к одной политической партии (ранее различные партии, входящие в коалицию, предлагали своих кандидатов на пост президента, но ни один из них не стал консенсусным). За Затлерса проголосовали 58 депутатов из 100. Поэтому бывший врач стал президентом без проведения второго тура выборов. Но борьба за пост президента Латвии в парламенте всё-таки была. За кандидата от оппозиции юриста Айвара Эндзиньша проголосовали 39 депутатов сейма.
Во время предвыборной борьбы предметом обсуждения в обществе стало признание Затлерса в получении подарков от пациентов, которых, по его заявлению, он не требовал. Такая практика типична для врачей Латвии и не является уголовно наказуемой. По мнению бывшего премьер-министра Андриса Шкеле:

Границу здесь можно установить очень точно: если врач что-то требует или делает намёки до оказания помощи, это неэтично и недопустимо. Но если вы считаете, что надо выразить благодарность, в этом нет ничего предосудительного. Я тоже консультировался по медицинским вопросам с Затлерсом.

## Президентство

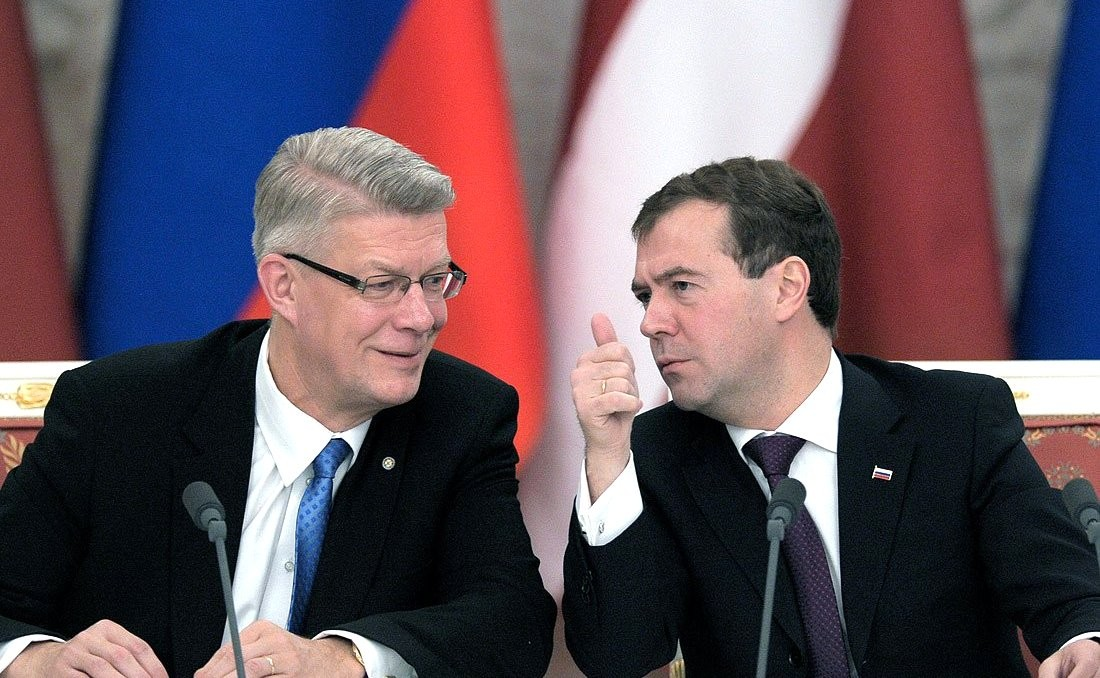
Валдис Затлерс с Дмитрием Медведевым

В 2009 году Затлерс призвал Сейм принять поправки к Конституции о возможности роспуска Сейма народом, что и было сделано, и о праве президента распускать Сейм без референдума, что сделано не было. В 2011 году он предложил Сейму внести поправки в Конституцию, увеличивающие полномочия президента, и поправки в закон о гражданстве, расширяющие возможность двойного гражданства и упрощающие получение гражданства детьми неграждан и апатридов.
В 2009 году президент успешно оспорил в Конституционном суде ряд положений закона о публичных закупках, после того, как Сейм преодолел его вето, наложенное на соответствующие поправки.
В марте 2011 года Валдис Затлерс объявил о своем намерении баллотироваться на второй срок.
В мае 2011 года Затлерс инициировал референдум о роспуске избранного в октябре 2010 года Сейма, ссылаясь на его «неуважение к суду» (отказ одобрить обыск у одного из депутатов) и торговлю должностями.
2 июня 2011 года Сейм путём голосования избрал на новый президентский срок другого кандидата — Андриса Берзиньша.

## Деятельность после президентства
9 июля 2011 года, на следующий день после вступления в должность нового президента, Затлерс созвал пресс-конференцию, где сообщил о создании новой политической партии — Партии реформ Затлерса. 23 июля, в день референдума о роспуске Десятого Сейма, состоялся учредительный съезд партии.
В 2016 году вышел в свет перевод на русский автобиографии Затлерса «Вот кто я» (латыш. Kas es esmu).

## Награды
- Офицер ордена Трёх звёзд (Латвия, 15 марта 2007 года)[1][15]
- Командор Большого креста ордена Трёх звёзд с цепью (Латвия, 11 апреля 2008 года)[1]
- Орден князя Ярослава Мудрого I степени (Украина, 25 июня 2008 года) — за выдающийся личный вклад в развитие украинско-латвийских отношений[16]
- Орден Короля Томислава на ленте с Большой Звездой (Хорватия, 2008 год)[17]
- Орден «За выдающиеся заслуги» (Узбекистан, 1 октября 2008 года)[18][19]
- Орден «Достык» I степени (Казахстан, 3 октября 2008 года)[20]
- Цепь ордена Креста земли Марии (Эстония, 2 апреля 2009 года)[21]
- Орден «Гейдар Алиев» (Азербайджан, 10 августа 2009 года) — за особые заслуги в развитии дружеских связей и сотрудничества между Латвийской Республикой и Азербайджанской Республикой[22][23].
- Орден Победы имени Святого Георгия (Грузия, 2009 год)[24]
- Орден Исмоили Сомони I степени (Таджикистан, 2009 год)
- Большой крест орден Витаутаса Великого с цепью (Литва, 2011 год)[25]
- Орден Свободы (Украина, 26 апреля 2011 года) — за значительный личный вклад в преодоление последствий Чернобыльской катастрофы, реализацию международных гуманитарных программ, многолетнюю плодотворную общественную деятельность[26][27]
- Цепь ордена Звезды Румынии (2011 год)[28]
- Почётный доктор Клайпедского университета (2011 год)
- Президентский орден «Сияние» (Грузия, 2013 год)[29]